# All by Myself
"All By Myself" em português Sozinho uma canção de Eric Carmen de 1975, que teve várias regravações por outros artistas. A melodia é baseada em frases melódicas do segundo movimento do Concerto para Piano nº2 in C minor de Sergei Rachmaninoff. A versão original dura sete minutos, com um longo solo de piano.
A versão original de Carmen tem gerado inúmeros covers, de artistas como Sheryl Crow, Celine Dion, Frank Sinatra, e Igudesman & Joo. Não deve ser confundido com o padrão de jazz com o mesmo nome, escrita por Irving Berlin e executada por Ella Fitzgerald.
Em seu segundo LP solo, "Boats Against the Current", Carmen teve um Top 40 posterior, intitulado "She Did It", que era a antítese de "All by Myself". É uma resposta feliz à solidão e desamor descritos nesta canção e na sua igualmente melancólica sequela, "Never Gonna Fall in Love Again".
Em um episódio da sitcom Living Single, Max toca violão e canta uma versão improvisada da canção para impressionar um cara que trabalha em um restaurante. A versão de Carmen também é utilizado na introdução do vídeo "Legally Prohibited from Being Funny on Television Tour" para Conan O'Brien, quando uma versão obesa e barbuda do apresentador de talk show luta para lidar com a perda do Tonight Show, ele é mantido para sete meses. Em Superhero Movie, a versão de Carmen é
utilizada durante a cena do cemitério.
Recentemente, "All by myself" passou a fazer parte da trilha sonora do novo espetáculo da renomada companhia de dança Déborah Colker, Tatyana. A música, em sua versão original de Rachmaninoff, marca presença no segundo ato do espetáculo, no segundo movimento, e compõe cenas de melancólica beleza e intensa emotividade.

## Covers
| Ano  | Artista/Grupo      | Álbum                                                 | Comentário |
| ---- | ------------------ | ----------------------------------------------------- | --- |
| 1976 | Frank Sinatra      | "Live Unreleased"                                     | |
| 1977 | Hank Williams, Jr. | "One Night Stands"                                    | |
| 1977 | Karel Gott         |                                                       | Versão "My Brother Jan" sobre o estudante Checoslovaco, Jan Palach, que se queimou até a morte como um protesto contra a ocupação soviética da Checoslováquia. Em 2003, Gott cantou também a versão em alemão "Mein letztes Lied". |
| 1980 | Tom Jones          | DVD Tom Jones Live in Las Vegas                       | |
| 1982 | Shirley Bassey     | "All by Myself"                                       | |
| 1987 | Luis Miguel        | "Soy Como Quiero Ser"                                 | |
| 1989 | Eartha Kitt        | "I'm Still Here" ("All by Myself/Beautiful at Forty") | |
| 1994 | Margaret Urlich    | "The Deepest Blue"                                    | |
| 1994 | Sheryl Crow        | Single "Run Baby Run"                                 | |
| 1995 | Jewel              |                                                       | Filme Clueless. Coube ao largo da trilha sonora e nunca lançado. |
| 1995 | Babes in Toyland   | Nemesisters                                           | |
| 1996 | Céline Dion        | Falling into You                                      | |
| 1999 | Marcela Holanová   | Zůstávám dál                                          | |
| 2001 | Jamie O'Neal       |                                                       | Soundtrack Bridget Jones's Diary |
| 2001 | Michael Ball       | First Love                                            | |
| 2002 | Richard Clayderman | All by Myself (instrumental)                          | |
| 2003 | Erika Alcocer Luna | La Academia 2. Vol. 11: La Gran Final                 | |
| 2003 | Giulia Ottonello   | Amici - I Ragazzi del 2003                            | |
| 2004 | Gerard Joling      | Nostalgia                                             | |
| 2004 | Ryohei Yamamoto    | Single "Set Free"                                     | |
| 2005 | LaToya London      | Love & Life                                           | |
| 2005 | Il Divo            | Ancora                                                | |
| 2005 | Amici Forever      | Defined                                               | |
| 2007 | Lazlo Bane         | Guilty Pleasures                                      | |
| 2007 | Ricardo Montaner   | Las Mejores Canciones de Mundo                        | |
| 2007 | John Barrowman     | Another Side                                          | |
| 2008 | The Rescues        |                                                       | Filme Superhero Movie |
| 2008 | Only Men Aloud!    | Only Men Aloud!                                       | |
| 2009 | Jayma Mays         |                                                       | Programa de TV Glee |
| 2009 | Lucie Bila         | Programa de TV Miss Czech Republic                    | |
| 2009 | Monika Absolonová  | Zůstávám dál                                          | |
| 2010 | Jane Krakowski     |                                                       | Jenna Maroney cantou com seu namorado drag queen na série 30 Rock |
| 2011 | Charice Pempengco  |                                                       | Programa de TV Glee |
| 2011 | Dimash Kudaibergen | "Programa The Singer, China"                          | |

## Versão de Sheryl Crow
A canção também fez sucesso na voz de Sheryl Crow. Lançada no álbum Tuesday Night Music Club de 1993, "All By Myself" tem, ao mesmo tempo, uma batida de pop rock e uma melodia romântica.
A música também fez parte da trilha sonora internacional da telenovela Pátria Minha, de 1994.

## Versão de Céline Dion
Um dos mais notáveis cover de "All by Myself" foi gravada por Céline Dion em 1996. Foi o quarto (ou terceiro, dependendo do país) single de seu álbum Falling into You, e é indiscutivelmente um dos mais poderosos performances vocais de Dion, com um bemol F(F5) elevado sustentado de 12 segundos. Foi lançado em 7 de Outubro de 1996 na Europa, 13 de Janeiro de 1997 na Austrália, 11 de Março de 1997 na América do Norte.
Céline Dion interpretou esta canção muitas vezes durante seus tours, shows de TV e vários eventos musicais importantes, incluindo: Grammy Awards (1997), Billboard Music Awards (1997) e Bambi Awards (1996). Também a apresentou durante o seu "Taking Chances Tour" de 2008-2009. O áudio e as imagens dessa performance podem ser encontrada no "Taking Chances World Tour: The Concert DVD/CD".
Dion gravou também uma versão em espanhol de "All by Myself", chamado "Sola Otra Vez" (Inglês: By Myself Again; Português: Outra vez sozinha). Foi adicionada ao "Falling into You" edição Americana/Espanhola e como lado-B, outros singles desse álbum. Esta versão ficou disponível em todo o mundo, mais tarde, a compilação de Dion The Collector's Series, Volume One. Um vídeo da música foi feita para "Sola Otra Vez" semelhante a "All by Myself".
O single de "All by Myself" se tornou um dos maiores sucessos de Celine Dion nos Estados Unidos, alcançando o número 1 nas preferidas (três semanas) da Hot Adult Contemporary e Hot Latin Pop Airplay (duas semanas). Ele chegou ao número 4 na Billboard Hot 100 (o número 7 no Billboard Hot 100 Airplay e número 5 do Hot 100 Singles Sales). Foi também um hit top 10 na França, Reino Unido, Valónia, na Bélgica e na República da Irlanda. No Canadá, "All by Myself" foi lançada como um single promocional apenas, batendo o número 1 no Adult Contemporary Chart. "All by Myself" foi certificado ouro nos os E.U. (500.000), e prata no Reino Unido (200.000) e França (165 mil).
A faixa foi incluída nas edições selecionadas dos maiores sucessos de Celine Dion: "All the Way ... A Decade of Song" em 1999, e "My Love: Essential Collection" em 2008. O cover que Celine fez precisa de um grande alcance vocal pra atingir as grandes notas agudas (como no vídeo fazendo um F5 a um F6). Já em performances ao vivo, Celine costuma atingir a nota (Eb5), não sendo as mesmas notas do vídeo, mas segundo afirmações da própria cantora, para fazer essas notas (F5 e F6) foi um desafio pra ela. Mas tirando isso, All By Myself foi um grande hit na carreira de Celine Dion.

### Video Musical
Havia três vídeos de música realizados. O primeiro foi lançado em Outubro de 1996. Ele contém fragmentos da sessão de fotos de Dion para a capa do álbum "Falling into You" e algumas cenas de seu concerto "Live à Paris". A segunda versão foi feita para o mercado do Reino Unido com as mesmas cenas de t-shirt branca, mas acrescentando a metragem de um jovem casal apaixonado na época do Natal, ao invés de cenas do show de Celine Dion. Isto foi feito para a versão do álbum. Finalmente, um vídeo com música ao vivo foi lançado em Março de 1997, na América do Norte (a partir do concerto de 1996 em Montreal).

### Desempenho nas Paradas
| Desempenho (1996)                            | Posição | Fonte(s) |
| -------------------------------------------- | ------- | -------- |
| Austrian Singles Chart                       | 27      |          |
| Belgian Flanders Singles Chart               | 14      |          |
| Belgian Wallonia Singles Chart               | 7       |          |
| Dutch Singles Chart                          | 20      |          |
| European Singles Chart                       | 15      |          |
| French Singles Chart                         | 5       |          |
| German Singles Chart                         | 55      |          |
| Irish Singles Chart                          | 8       |          |
| Norwegian Singles Chart                      | 15      |          |
| Swiss Singles Chart                          | 36      |          |
| UK Singles Chart                             | 6       |          |
| Desempenho (1997)                            | Posição |          |
| Australian Singles Chart                     | 38      |          |
| Canadian BDS Airplay Chart                   | 9       |          |
| Canadian BDS Adult Contemporary Chart        | 1       |          |
| Canadian RPM Top Singles                     | 7       |          |
| Canadian RPM Adult Contemporary              | 1       |          |
| New Zealand Singles Chart                    | 21      |          |
| U.S. Billboard Hot 100                       | 4       | [ 3 ]    |
| U.S. Billboard Hot Adult Contemporary Tracks | 1       | [ 4 ]    |
| U.S. Billboard Hot Adult Top 40 Tracks       | 12      | [ 5 ]    |
| U.S. Billboard Hot Latin Pop Airplay         | 1       |          |
| U.S. Billboard Hot Latin Tracks              | 5       |          |
| U.S. Billboard Latin Tropical Airplay        | 4       |          |
| U.S. Billboard Rhythmic Top 40               | 33      |          |
| U.S. Billboard Top 40 Mainstream             | 7       | [ 6 ]    |